# Najwspanialsze widowisko świata. Świadectwa ewolucji
 Najwspanialsze widowisko świata. Świadectwa ewolucji (ang. The Greatest Show On Earth: The Evidence For Evolution) – książka autorstwa brytyjskiego biologa, Richarda Dawkinsa, tłumacząca i opisująca zjawisko ewolucji oraz wyjaśniająca błędy logiczne argumentacji negujących ten proces.